# Jan Cornell
Jan Cornell, egentligen Johan Cornell, född 23 maj 1914 i Uppsala domkyrkoförsamling, död 14 januari 1979 i Oscars församling i Stockholm, var en svensk förlagsdirektör och redaktör.
Jan Cornell var son till historikerna Henrik Cornell och Ingegerd Henschen-Ingvar. Han var bror till historikern Elias Cornell och halvbror till diplomaten Erik Cornell, hjärnforskaren David H. Ingvar och revyartisten Cilla Ingvar. 
Han blev efter akademiska studier filosofie kandidat och var förlagsdirektör på Forum bokförlag och sedan på Bonniers bokförlag. På sistnämnda plats var han även fackboksredaktör. Han arbetade med titlar som Gustaviansk lyrik (1941), De 50 åren – Sverige 1900–1950 i fyra delar (1950), Litteraturhandboken (1952), Hästen som hobby (1956), G.B. – några ord om Gerard Bonniers boksamling. Kring en samlare. Gerard Bonniers konstsamling (1957) och Den svenska historien i tio delar (1966–1968). Han skrev texter till och redigerade Lennart Nilssons Så blev du till – en fotoberättelse (1976). Flertalet av titlarna kom ut i nya upplagor.
Jan Cornell gifte sig 1938 med Brita Ekerot (1915–1975), syster till skådespelaren Bengt Ekerot och dotter till civilingenjören Folke Ekerot, och fick tre barn: regissören Jonas Cornell (1938–2022), konstkritikern Peter Cornell (1942–2025) och psykoterapeuten Ann Cornell (född 1943).
Han är begravd på Norra begravningsplatsen utanför Stockholm.